# Нижегородский планетарий
Нижегородский планетарий имени Г. М. Гречко (ранее — Горьковский планетарий) — планетарий, открытый в 1948 году в Нижнем Новгороде (до 1990 — Горьком). До 2005 года располагался в нагорной части города на территории Благовещенского монастыря, в здании Алексеевской церкви.
После возвращения храма Русской православной церкви было принято решение построить новый планетарий на противоположном берегу Оки, в Канавинском районе. Под строительство был приспособлен бывший купеческий дом, стоявший напротив здания Нижегородского цирка.

## История
В августе 1947 года было опубликовано распоряжение Совета министров об организации в городе Горький учебного планетария. Учреждение было открыто 31 августа 1948 года и первоначально располагалось в здании бывшей церкви Алексия Митрополита в Мельничном переулке у Похвалинского съезда.
Постановление об открытии планетария:
РЕШЕНИЕ № 957

Исполнительного Комитета Горьковского Городского Совета депутатов трудящихся 23 сентября 1947 г. «Об организации в городе Горьком учебного планетария».

В соответствии с распоряжением Совета Министров РСФСР от 28 августа 1947 года за №2053-р

ИСПОЛКОМ ГОРСОВЕТА РЕШИЛ:

Организовать в городе Горьком Учебный планетарий в помещении, ныне занимаемом складом Облшвейремсоюза. Обязать Облшвейремсоюз в пятидневный срок освободить помещение, занимаемое под склад.

Обязать Отдел культпросвет работы (тов. Гурьеву) и Торгстрой (тов. Смирнова) с 25 сентября 1947 года приступить к ремонту помещения не позднее 6 ноября открыть в нем планетарий. Разрешить отделу культпросвет работы израсходовать из бюджета города 250,0 тыс. рублей на приобретение аппаратуры, а также на ремонт и оборудование планетария.

Обязать зав. Горфинотделом тов. Алексеева профинансировать отдел культпросвет работы в сумме 250000 рублей за счет сокращения расходов по внелимитным затратам по строительству памятника A.M. Горькому.

Штатное расписание, представленное отделом культпросвет работы утвердить. Просить Совет Министров РСФСР войти с ходатайством перед Государственной штатной комиссией при Совете Министров СССР об утверждении штатного расписания по учебному планетарию.

Предложить отделу культпросвет работы до 15 октября с. г. представить исполкому Горсовета план работы Горьковского учебного планетария.

Контроль за освобождением помещения возложить на Горжилуправление тов. Игнатьева.

Председатель Исполкома Горсовета депутатов трудящихся (Шульпин) Секретарь Исполкома Горсовета Депутатов трудящихся

(Снегирев)

### Планетарий в здании церкви
Здание церкви было переоборудовано под нужды планетария. В результате возведения четырёх кирпичных стен появился центральный зал на 100 человек. Также был смонтирован 8-метровый купол, за которым скрылись потолочные фрески Алексеевской церкви. 
Первоначально в центре Звёздного зала был установлен проектор звёздного неба «УП-2» («упрощённый планетарий» второй модели), изготовленный вручную в мастерских Московского планетария. В 1974 г. его заменили проектором ZKP-1 немецкой фирмы Carl Zeiss (он до сих пор работает и находится сейчас в учебном планетарии педагогического университета). В 1992 году был приобретён ещё более совершенный проектор, который до сих пор функционирует в зале «Астрономия». Лекторы, помимо чтения самой лекции, одновременно управляли и проектором звёздного неба. Основными посетителями планетария были школьники. Из архивных документов известно, что за первые 4 месяца работы — с сентября по декабрь — планетарий посетили почти 45 тыс. человек. Было прочитано 398 лекций.
Первым директором Горьковского планетария был назначен Андрей Дмитриевич Патаракин (заместитель директора водного техникума, учитель-математик). Первыми лекторами были: член НКЛФА и знаток неба Василий Сергеевич Лазаревский, а также выпускники кафедры астрономии и гравиметрии Горьковского государственного университета Владимир Иванович Рачков и Серафим Николаевич Паршин.
Длительное время (с 1950 по 1963 год) должность директора планетария занимал Иван Андреевич Чубаров — офицер-фронтовик, до войны — директор школы. С 1969 по 1987 год планетарий возглавляла Александра Яковлевна Шестернина — выпускница Горьковского педагогического института, учитель географии.
В 1975 году к работе в планетарии в качестве лектора приступила Зинаида Павловна Ситкова. К этому времени планетарий был передан из ведения городского отдела культпросветработы в областную организацию общества «Знание». В 1987 году Ситкова стала директором Горьковского планетария и сразу поставила вопрос о строительстве нового здания. Благодаря работе Ситковой в планетарии появился ещё один проектор от компании Carl Zeiss — SKYMASTER ZKP-2, который в настоящее время также функционирует в новом планетарии. Стратегическим курсом Зинаиды Павловны стало укрепление и расширение контактов с учёными, привлечение их к чтению лекций.
В 1994 году З. П. Ситкова с единомышленниками завершила учреждение Ассоциации планетариев России (АПР). Её президентом был выбран космонавт Георгий Михайлович Гречко, а председателем правления была избрана сама Зинаида Павловна. Нижегородский планетарий стал организационно-методическим центром АПР. В том же году АПР вступила в Международное общество Планетариев.

### Угроза закрытия
В 1995 году вышел Указ Президента о возвращении культовых зданий в пользование прежним владельцам — религиозным организациям. Появилась угроза закрытия планетария и началась борьба за его сохранение.
Решение построить новый планетарий принял мэр Нижнего Новгорода Иван Скляров. Он выделил земельный участок в Канавинском районе, город заказал проект. Однако из-за смены экономической и политической обстановки оперативных результатов достигнуть не удалось. Подготовленная стройплощадка пришла в запустение. Освобождённый доходный дом купца Кузнецова — исторический памятник культуры — стал бесхозным. Вокруг самого планетария постепенно стала нагнетаться неблагоприятная обстановка.
Георгий Михайлович Гречко принял особое участие в судьбе Нижегородского планетария. Он не только популяризировал достижения отечественной космонавтики среди нижегородских детей и молодёжи, но и помогал в вопросе приспособления и перестройки бывшего купеческого дома под планетарий, посещая губернатора, мэра и проектировщиков. С его помощью было собрано более 30 тысяч подписей в пользу строительства нового здания.

### Строительство первого цифрового планетария в России
Строительство нового нижегородского планетария началось 8 мая 2005 года в Канавинском районе, на месте, которое было выделено ранее. Работа на строительной площадке шла в 3 смены, что обуславливалось необходимостью сдать здание к концу года, когда ожидался визит патриарха в Нижегородскую область. В итоге здание было построено за полгода; 4 октября был завершён подъём и установка купола кровли. Переезд планетария в новое здание состоялся 5 декабря 2005 года, а первое мероприятие было проведено 21 декабря. При этом до конца работы завершены не были, продолжался монтаж купола и некоторых приборов, велись отделочные работы.
В комплекс планетария входят: большой зал — «Большой звёздный зал», малый зал — «Астрономия», залы «Планета» и «Космонавтика», обсерватория.
Большой звёздный зал начал свою работу в день 50-летия начала космической эры — 4 октября 2007 года. Под 16-ти метровым куполом для показа звёздного неба впервые в практике российских планетариев стала использоваться система визуализации «Аргус» — «Цифровой Планетарий», созданная нижегородскими программистами. Зрелищные эффекты, которые позволяет создавать цифровая аппаратура, невозможно было получить с помощью используемого ранее оборудования. 
В декабре 2007 года из Новочеркасска был привезён и установлен в зале «Космонавтика» космический тренажёр транспортного космического корабля «Союз-ТМА». Тренажёр предназначен для отработки навыков управления в ручном режиме транспортным кораблём по задачам ручного сближения и стыковки к Международной космической станции. На подобном тренажёре в Звёздном городке российские и зарубежные космонавты готовятся к полёту на МКС.
Нижегородский планетарий занял лидирующие позиции по качеству визуальных эффектов и технологичности в России.

## Новейшая история
С 1 февраля 2010 года директором Нижегородского планетария стал Александр Волькович Сербер, кандидат физико-математических наук. В 2016 году Нижегородскому планетарию было присвоено имя легендарного лётчика-космонавта, дважды Героя Советского Союза Георгия Гречко. В 2019 году директором планетария стала Галина Муромцева, которая возглавляет его и по сей день. 

### Модернизация 2021 года
В 2021 году было принято решение модернизировать Большой звёздный зал планетария. О реализации проекта заявили 12 апреля на встрече главы Нижегородской области Глеба Никитина, мэра Нижнего Новгорода Юрия Шалабаева и представителей корпораций Intel и Роскосмос, которые выступили инвесторами проекта. Американская компания выделила на модернизацию около 15,6 млн рублей.
Финансирование от компании Роскосмос было направлено на разработку проектно-сметной документации, дальнейшую модернизацию зала «Астрономия». Кроме того, была запланирована отдельная модернизация технической базы, а также ремонтные работы. Работы начались весной того же года, открытие обновлённого Большого звёздного зала состоялось 24 сентября 2021 года. В этот же день в сквере перед планетарием торжественно открыли бюст Г. М. Гречко.
Большой звёздный зал был оснащён современным высокотехнологичным оборудованием для проецирования видеопрограмм с разрешением более 4К. Отличительная особенность залов такого типа в том, что изображение проецируется сразу на весь купол, что создаёт иммерсивный эффект и позволяет зрителям полностью погрузиться в происходящее на экране. Зал получил новый высококонтрастный каркасно-вакуумный купольный проекционный экран, а также полностью новый интерьер с профессиональной акустической отделкой и новую многоканальную акустическую систему. Впервые для планетария в России были изготовлены специализированные кресла, обеспечивающие максимальный комфорт зрителям как при просмотре программ планетария на куполе, так и в стандартном положении.
12 апреля 2022 года на специальном мероприятии, посвящённому Дню космонавтики, проходившем в Большом звёздном зале, директор планетария Галина Муромцева анонсировала новый этап реконструкций, который должен начаться осенью 2022 года.

## Нижегородский планетарий сегодня
- первый российский цифровой планетарий, признанный одним из лучших в России и Европе;
- единственный в Нижегородской области центр широкой популяризации знаний в области астрономии, космонавтики, наук о Земле (ежегодно проводится более тысячи научно-популярных лекций и программ);
- центр дополнительного (астрономического) образования школьников и внеурочной работы с учащимися (в планетарии работает детско-юношеский Астрокосмический центр «Притяжение», организуются астрономические олимпиады, проводятся интеллектуальные познавательные игры, викторины и т. д.);
- методическая площадка, где в помощь учителям организуются астрономические гостиные, конференции, выпускаются астрономические календари;
- место встреч с космонавтами, учёными, ветеранами космодромов, творческой интеллигенцией;
- открытая обсерватория, оснащённая телескопами для любительских наблюдений;
- уникальная концертно-театральная площадка;
- культурно-просветительский центр, где посетители могут отметить детский день рождения под звёздами, провести романтический вечер, посетить разнообразные выставки и послушать музыку в сопровождении оригинального полнокупольного видео.

## Географические характеристики
- Адрес: Нижний Новгород, Канавинский район, ул. Революционная, д. 20.
- Транспорт:

- Метро:

-   Станция «Московская» (на расстоянии 896 м)

- Трамваи:

- Остановка «Московский вокзал»:

- № 1 (от станции метро «Горьковская»)
- № 3 (от станций метро «Пролетарская», «Ленинская»)

- Автобусы:

- Остановка «Московский вокзал»:

- № 26 и № 43 (от станции метро «Горьковская»)